# Louise Cruppi

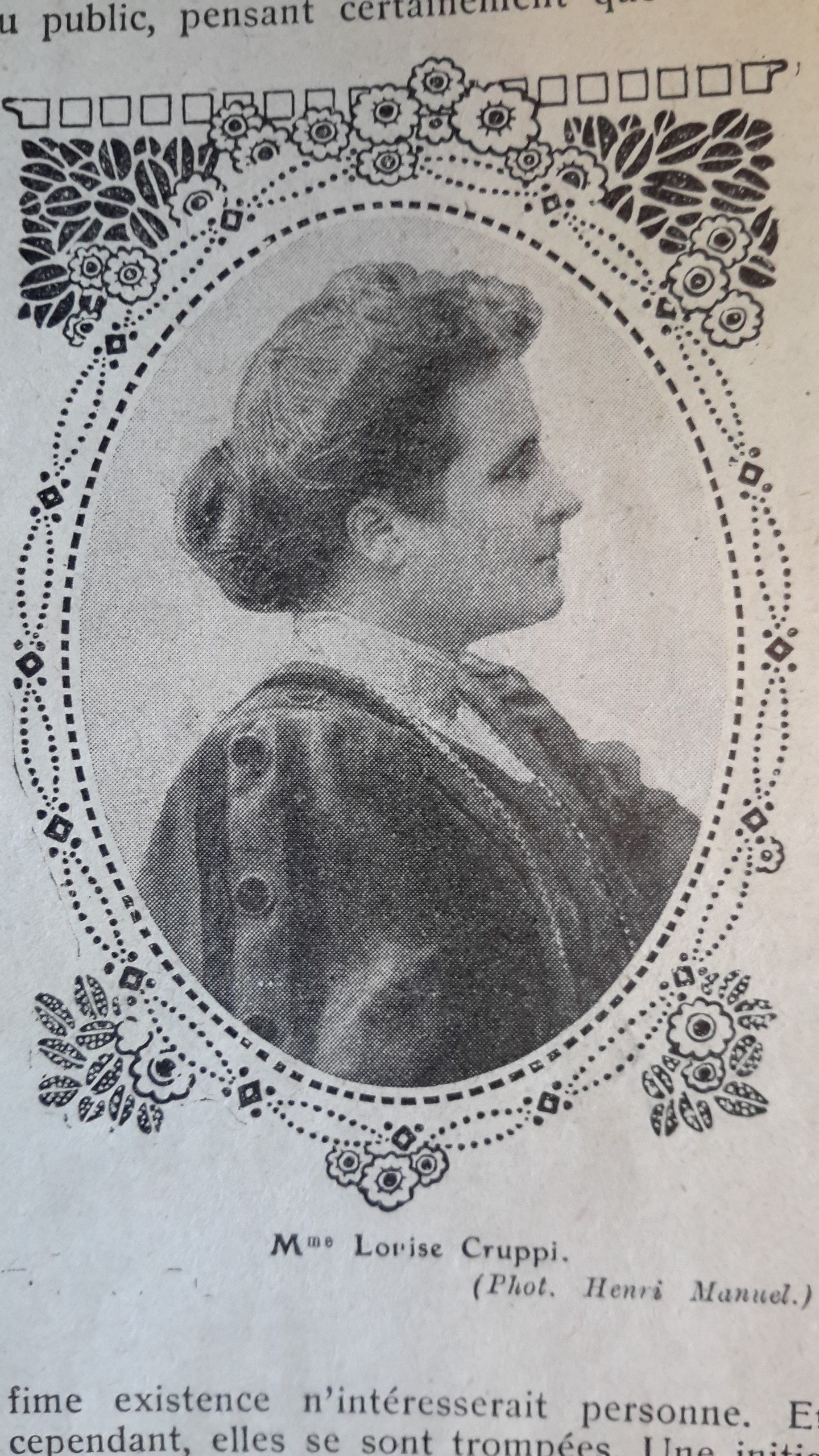
Louise Cruppi i Journal de l'Université des Annales, 1913-1914, 15 maj 1914

Louise Cruppi (född Cremieux), född 4 mars 1862 i Le Havre, död i februari 1925, var en fransk författare. Hon var från 1882 gift med politikern Jean Cruppi.
Cruppi tog initiativ till åtskilliga kvinnoföreningar (för kvinnliga studerande och intellektuella) samt deltog aktivt i organisationen av hjälparbetet för av första världskriget drabbade franska kvinnor och barn. Hon var även verksam som författare; förutom bidrag till "Revue bleue", "La grande revue" och andra tidskrifter författade hon romaner (Avant l'heure, 1905, La famille Sanareus, 1922), skådespelet Répudiée (uppfört 1908) och essäer. I den serie litterära studier hon utgav under titeln Femmes écrivains d'aujourd'hui behandlar del 1, En Suède (1911), samtida svenska kvinnliga författare.